# Ángel Landa Bidarte
Ángel Landa Bidarte (Sestao, Vizcaya, abril de 1935 - Erandio, Vizcaya, 2 de junio de 2020) fue un dibujante industrial, alpinista y escalador español conocido por sus ascensiones (muchas de ellas primeras ascensiones invernales) en Picos de Europa, Pirineos, Alpes, Andes, África e Himalaya.
En muchas de las escaladas que realizó compartió cuerda con Pedro Udaondo, fallecido en Picos de Europa en marzo de 2007, en trágico accidente de montaña, cuando contaba 73 años de edad. En su haber se pueden contabilizar más de 60 primeras ascensiones.
Entre sus actividades más destacadas cabe citar la primera ascensión invernal del Naranjo de Bulnes (Picu Urriellu) en 1956 por la Cara Norte, así como la apertura de la vía Canal del Pájaro Negro en la Cara Sur de la Peña Santa de Castilla en 1958. En 1967 fue director técnico de la primera expedición vasca a la Cordillera Blanca, en los Andes peruanos, efectuando la primera ascensión absoluta el Atunrraju (5987 m). En 1974 fue director técnico de la primera expedición vasca al Everest.
En varias ocasiones se mostró contrario a la mercantilización de la montaña, que él mismo definía como la transformación de la montaña en una mercancía que se vende al mejor patrocinador. De este modo fue crítico con el concepto actual de expedición, donde el ascensionista no puede prescindir de la esponsorización para conseguir sus fines, supeditándolos, en cualquier caso, al dinero o la fama.

## Los inicios
Su primera experiencia montañera tiene lugar en Gorbeia. A los 18 años empieza a frecuentar la escuela de escalada de Atxarte (Vizcaya), abriendo algunos de sus itinerarios más clásicos con Pedro Udaondo: Chimenea Labagorri, La vía de Todos, La Roja, etc. También acomete algunos de los singulares monolitos del País Vasco y del entorno, como el "As" de Bastos, en los Montes de la Peña (Burgos); el Pico del Fraile, en la Sierra Salvada (Álava); el Diente del Ahorcado, en el valle de Mena (Burgos) y las Dos Hermanas de Codés (Navarra), etc.
Formó parte del Grupo Alpino Turista de Baracaldo, participando en la fundación del Grupo de Alta Montaña del País Vasco (1959). En 1960 ingresa en el GAM español y forma parte del cuadro de profesores de la Escuela Nacional de Alta Montaña (ENAM).

## Picos de Europa
El 8 de marzo de 1956, Ángel Landa y Pedro Udaondo consiguen ascender por vez primera al Naranjo de Bulnes o Picu Urriellu (2519 m) en condiciones invernales. En 1958 realizaría otras cuatro primeras ascensiones acompañado por Pedro Udaondo y J.M. Régil: Peña Santa de Castilla por la Canal del Pájaro, Torre de Peñalba por el Gran Diedro de la Cara Sur, Torre Sin Nombre por la Cara Sur y Torre de los Horcados Rojos por el Diedro de la Cara Sur.
En 1969 participaría en el rescate de Berrio y Ortiz, en la Cara Oeste del Naranjo de Bulnes. Esta trágica ascensión ha sido homologada como la primera ascensión invernal a la Cara Oeste del Naranjo, ya que se encontró una clavija que colocó Berrio para asegurar la salida, si bien se precipitó un poco antes sufriendo una caída de 80 metros al resbalar en una placa de hielo. Ángel Landa se responsabilizó del difícil rescate, sin precedentes hasta ese momento en España. Debido a las dificultades meteorológicas no pudieron rescatar los cadáveres, por lo que se vieron obligados a cortar la cuerda.
La primera ascensión invernal al Naranjo de Bulnes por la Cara Este la realizó en 1973 con Felipe Uriarte.

## Los Alpes
Los Alpes Franceses son las montañas que más pasiones movieron en el corazón de Ángel Landa. En especial se sintió atraído por la vida y obra del escalador Walter Bonatti, conquistador del famoso y difícil Pilar del Dru. Angel Landa repitió muchas de sus vías, que hasta aquel momento habían sido poco repetidas y que se situaban en la élite del alpinismo de vanguardia.
En 1961 acomete el Pilar Bonatti al Petit Dru. En 1962 sería la Cara Este del impresionante Gran Capucin por la vía Bonatti. En 1962 el Mont Blanc por la Brenva y la Aguja Blaitière. En 1962 la Aguja del Peine. En 1963 participó en el rescate de los cadáveres de Rabadá y Navarro, fallecidos de agotamiento en la Cara Norte del Eiger. En 1965 el Mont Blanc por la vía Major, etc.

## Los Andes
En la primera expedición vasca a la Cordillera Blanca (Perú), Ángel Landa participa como director técnico. El objetivo era coronar el Atunrraju (5987 m), que en aquel momento era la montaña andina más elevada que todavía permanecía sin conquistar. Se consiguió además subir el Ayunkurraju (5647 m) y el Uchurraju (5450 m).
La aparición de una Ikurriña en una proyección fue castigada por las autoridades de la época, conduciendo a Ángel Landa a la cárcel de Basauri, en la que pasó una semana. A la salida, un federativo del régimen le anunció que se le iba conceder el premio al mejor deportista vizcaíno de 1967, premio que rechazó.

## Himalaya
En 1974 forma parte de la primera expedición vasca al Everest, que fue financiada por la empresa Tximist. Entre los miembros de la expedición figuraban alpinistas de reconocido prestigio en la época: Felipe Uriarte, Juan Ignacio Lorente, Ángel Rosen, Julio Villar, etc.
Sin embargo, el mal tiempo y los problemas con las máscaras de oxígeno impidieron hacer cumbre, quedándose a tan solo 300 metros de la cima.

## Fallecimiento
Falleció el 2 de junio de 2020.